# Bernhard Adler
Bernhard Vinzenz Adler (13. září 1753 Cheb – 9. srpna 1810 Františkovy Lázně) je považován za zakladatele Františkových Lázní a za jednoho z průkopníků lázeňství v západních Čechách.

## Život
V roce 1782 dokončil studium medicíny ve Vídni, o rok později zahájil vlastní lékařskou praxi v Chebu a roku 1785 se stal okresním lékařem. V roce 1791 se angažoval pro ochranu pramene „Chebské kyselky“. Prvním zemským lázeňským lékařem byl jmenován roku 1795.
Přispěl k hygieně při nabírání vody z léčivých pramenů a byl průkopníkem ve využívání plynů z minerálních pramenů pro léčebné účely.